# Polipirrol

Polipirrol

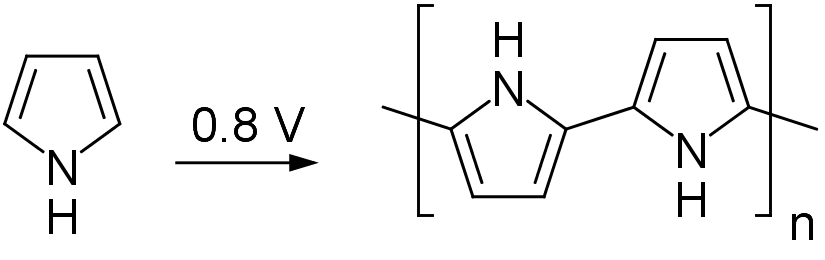
El pirrol puede ser sintetizado electroquímicamente.

El polipirrol es un tipo de polímero orgánico formado a partir de la polimerización de pirrol. Los polipirroles constituyen polímeros, relacionados con el  politiofeno, polianilina, y poliacetileno. Es un sólido con la fórmula H(C4H2NH)nH. Es un polímero intrínsecamente conductor, utilizado en electrónica, óptica, biología y medicina.

## Historia
Algunos de los primeros ejemplos de polipirrol fueron comunicados en 1919 por Angeli y Pieroni, que informaron de la formación de negros de pirrol a partir de bromuro de magnesio de pirrol. Desde entonces, la reacción de oxidación del pirrol se ha estudiado y comunicado en la literatura científica.
Los trabajos sobre polímeros conductores, como el polipirrol, el politiofeno, la polianilina y el poliacetileno, fueron galardonados con el Premio Nobel de Química en el año 2000 a Alan J. Heeger, Alan G. MacDiarmid y Hideki Shirakawa.

## Síntesis
Se pueden utilizar diferentes métodos para sintetizar polipirrol, pero los más comunes son la síntesis electroquímica y la oxidación química.
Oxidación química del pirrol
  {\displaystyle {\ce {n C4H4NH + 2n FeCl3}}}{\displaystyle \longrightarrow } {\displaystyle {\ce {(C4H2NH)n + 2n FeCl2 + 2n HCl}}}
Se cree que el proceso tiene lugar mediante la formación del catión pi-radical {\displaystyle {\ce {C4H4NH+}}}. Este electrófilo ataca el carbono {\displaystyle {\ce {C-2}}} de una molécula no oxidada de pirrol para dar un catión dimérico {\displaystyle {\ce {[(C4H4NH)2]++}}}. El proceso se repite muchas veces.
Las formas conductoras del polipirrol se preparan por oxidación ("dopaje p") del polímero:
  {\displaystyle {\ce {(C4H2NH)n + 0,2 X}}}{\displaystyle \longrightarrow }{\displaystyle {\ce {[(C4H2NH)nX0,2]}}}
La polimerización y el "p-doping" también pueden efectuarse electroquímicamente. El polímero conductor resultante se despega del ánodo. Los métodos de voltamperometría cíclica y cronoculometría pueden utilizarse para la síntesis electroquímica de polipirrol.

## Propiedades
Las películas de polipirrol son amarillas pero se oscurecen al aire debido a cierta oxidación. Las películas dopadas son azules o negras según el grado de polimerización y el espesor de la película. Son amorfas y sólo muestran una débil difracción. El polipirrol se describe como "cuasi unidimensional" frente a unidimensional, ya que existe cierto entrecruzamiento y salto de cadena. Las películas dopadas y no dopadas son insolubles en disolventes pero hinchables. El dopaje hace que los materiales sean quebradizos. Son estables en el aire hasta 150 °C, temperatura a la que el dopante empieza a evolucionar (por ejemplo, en forma de HCl).
El PPy es un aislante, pero sus derivados oxidados son buenos conductores eléctricos. La conductividad del material depende de las condiciones y los reactivos utilizados en la oxidación. Las conductividades oscilan entre 2 y 100 S/cm. Las conductividades más altas están asociadas a aniones más grandes, como el tosilato. Dopar el polímero requiere que el material se hinche para acomodar los aniones compensadores de carga. Los cambios físicos asociados a esta carga y descarga se han discutido como una forma de músculo artificial. La superficie de las películas de polipirrol presenta propiedades fractales y la difusión iónica a través de ellas muestra un patrón de difusión anómalo.

## Aplicaciones
Los polipirroles y los polímeros conductores relacionados tienen dos aplicaciones principales en dispositivos electrónicos y para sensores químicos y aplicaciones electroquímicas.

## Líneas de investigación
El polipirrol es un vehículo potencial para la administración de fármacos. La matriz polimérica sirve de contenedor para las proteínas.
El polipirrol se ha investigado como soporte de catalizadores para pilas de combustible y para sensibilizar electrocatalizadores catódicos.
Junto con otros polímeros conjugados como la polianilina, el poli(etilendioxitiofeno), etc., el polipirrol se ha estudiado como material para "músculos artificiales", una tecnología que ofrece ventajas en relación con los elementos tradicionales de accionamiento de motores.
El polipirrol se utilizó para recubrir sílice y sílice de fase inversa con el fin de obtener un material capaz de intercambiar aniones y presentar interacciones hidrófobas.
El polipirrol se utilizó en la fabricación por microondas de nanotubos de carbono multipared, un nuevo método que permite obtener estos dispositivos en cuestión de segundos.
Una esponja de poliuretano resistente al agua recubierta con una fina capa de polipirrol absorbe 20 veces su peso en aceite y es reutilizable.